# Ír labdarúgó-válogatott
Az ír labdarúgó-válogatott Írország nemzeti csapata, amelyet az ír labdarúgó-szövetség irányít. Stadionjuk az Aviva Stadion Dublinban. Összesen három alkalommal sikerült kijutnia világbajnokságra, ahol először 1990-ben szerepelt és a legjobb nyolc közé jutott. Az 1994-es és a 2002-es tornán a nyolcaddöntő jelentette a végállomást. Európa-bajnokságon először 1988-ban vett részt. Giovanni Trapattoni kapitánykodása alatt a 2010-es világbajnokság pótselejtezőjében kiesett, a 2012-es, és a 2016-os Európa-bajnokságra viszont sikerült kijutnia. A nyári olimpiai játékokon 1924-ben szerepelt először, ahol a negyeddöntőig jutott.
A válogatott dala az 1990-es labdarúgó-világbajnokság óta: The Fields of Athenry

## A válogatott története
1882 és 1924 között Írország egyetlen labdarúgó-válogatottal rendelkezett, melyet a Belfast központú Ír Labdarúgó-szövetség (Irish Football Association, IFA) irányított. 1921-ben Írország különvált Észak-Írországtól és megalakult az Ír Szabad állam (Irish Free State), ami 1937-ig volt az ír állam hivatalos elnevezése. A politikai intézkedések természetesen az ország labdarúgására is hatással voltak. 1921-ben létrejött az Ír Szabad állam Labdarúgó-szövetség (Football Association of the Irish Free State, FAIFS), aminek már Dublin volt a központja. A szövetség gyorsan megszervezte a saját bajnokságát és a nemzeti csapatot.
1923-ban a FIFA felvette tagjai közé az Ír Szabad államot.
Az 1924. évi olimpián szerepelt először, ahol május 28-án Bulgáriát verték 1–0-ra. A válogatott első tétmérkőzésen szerzett gólja Paddy Duncan nevéhez fűződik. 1924. június 24-én az első hazai pályán lejátszott mérkőzésükre is sor került. Ekkor az Egyesült Államok ellen léptek pályára és Ed Brookes mesterhármasával 3–1-re legyőzték az amerikaiakat. Ezután egészen 1926. március 31-ig nem játszottak újabb mérkőzést az írek, amikor is Olaszország ellen idegenben szenvedtek 3–0-s vereséget.
1934. február 25-én világbajnoki selejtezőn is bemutatkozhattak a Dalymount Parkban. Belgiummal 4–4-es döntetlent értek el az 1934-es világbajnokság selejtezőiben.

### Ír köztársaság
Közvetlenül a különválás után az Ír Labdarúgó-szövetség (Football Association of Ireland) volt a szövetség hivatalos elnevezése, de miután felvételt nyertek a FIFA-ba ezt megváltoztatták Ír szabad állami Labdarúgó-szövetségre (Football Association of the Irish Free State). Az ország hivatalos elnevezése ez volt és 1936-ig nevezték így az államalakulatukat. Minderre azért volt szükség, mert ebben az időben két válogatott is létezett. Az Északír berendezkedésű IFA és a Dublin központú FAI által szervezett válogatottakban északi és déli játékosok egyaránt szerepeltek. Összesen 38 játékost választottak ki a két csapatba, melyben a déliek többségben voltak.
Azonban ezzel nem értett egyet a FIFA és közbelépett. Történt ugyanis, hogy az 1950-es világbajnokság selejtezőiben egyszerre elindult a két válogatott. Négy játékos – Tom Aherne, Reg Ryan, Davy Walsh, Con Martin – mindkét csapatban pályára lépett. Mind a négyen az Ír Szabad Állam területén születtek. Először az Ír válogatottban debütáltak, de ugyanabban a selejtezősorozatban az IFA válogatottját is segítették. Ez persze az íreknek nem tetszett és a FIFA-hoz folyamodtak. A FIFA válasza szerint minden játékosnak abban a válogatottban kell szerepelnie, ahol született. 1953-ban eldőlt, hogy egyik ország sem indul Írország néven a különböző versenysorozatokban. A FAI csapata az Ír Köztársaságé, az IFA csapata pedig Észak-Írországé lett.

### 1949–1985
1949. szeptember 21-én 2–0-ra legyőzték Angliát a Goodison Parkban. Ez volt az első alkalom, hogy Anglia hazai pályán szenvedett vereséget egy külföldi csapat ellen. Az 1958-as vb-selejtezőiben hazai pályán 1–1-es döntetlent játszottak az angolokkal. Abban az esetben, ha az írek nyertek volna a továbbjutásról döntő harmadik mérkőzést rendeztek volna. Az 1964-es Eb selejtezőiben a negyeddöntőig jutott. Az 1966-os vb selejtezőiben Spanyolországgal és Szíriával került egy csoportba. Szíria visszalépett, így csak a spanyolokkal kellett oda-vissza megmérkőzniük. Hazai pályán 1–0-s győzelem, idegenben 4–1-es vereség lett a vége. Mindez azt jelentette, hogy semleges pályán egy pluszmérkőzés döntött a továbbjutásról. A párizsi Parc des Princesben rendezett találkozón a spanyolok győztek 1–0-ra és jutottak ki a világbajnokságra.
Az 1960-as évek második fele és az 1970-es évek jelentősebb eredmények nélkül teltek el az ír válogatott számára.

### 1985–1995

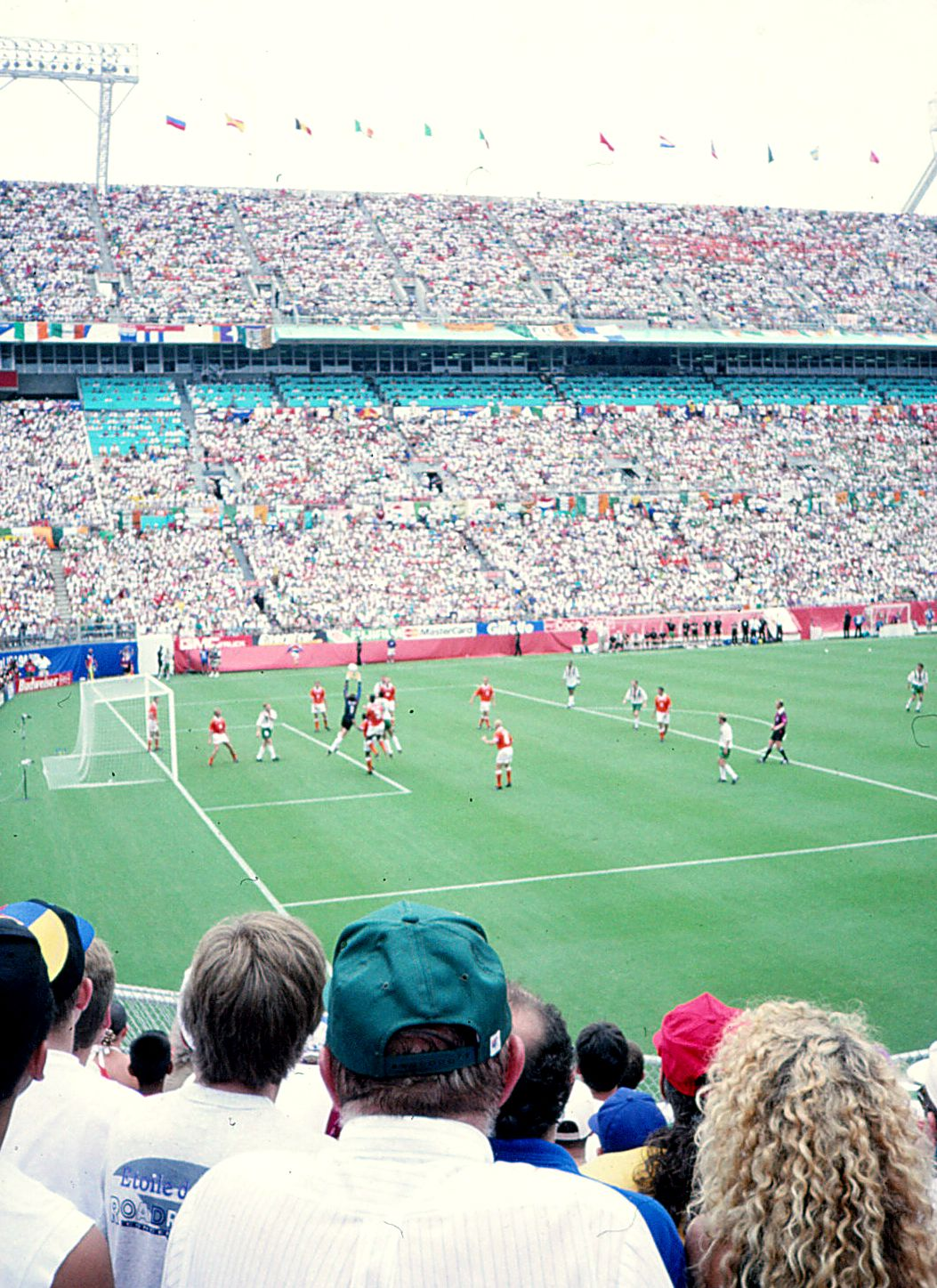
Írország–Hollandia mérkőzés Orlandoban, Floridában az 1994-es világbajnokságon.

A 80-as évek közepétől jelentősen megváltozott a válogatott eredményessége, amikor 1986-ban a világbajnok angol csapat egyik tagját, Jack Charltont nevezték ki a válogatott szövetségi kapitányává. 1988-ban kijutottak az NSZK-ban rendezett Európa-bajnokságra. Ez volt az első alkalom, hogy Írország rangos nemzetközi tornán részt vett. Első mérkőzésükön Stuttgartban Ray Houghton góljával Angliát verték 1–0-ra, amit a Szovjetunió elleni 1–1-es döntetlen követett Hannoverben. Utolsó csoportmérkőzésükre Gelsenkirchenben került sor, ahol Hollandiától szenvedtek 1–0-s vereséget. Nyolc perccel a vége előtt szerezték a hollandok a győztes találatot, a döntetlen az írek számára jelentett volna elődöntőt. Az 1990-es világbajnokságra is sikerült kijutniuk. A csoportjukban három döntetlent értek el Anglia, Egyiptom és Hollandia ellen. A nyolcaddöntőben Románián sikerült túljutniuk büntetőpárbaj után. A legjobb nyolc között a római Stadio Olimpicoban rendezett találkozón, a házigazda Olaszország elleni 1–0-s vereség jelentette a végállomást.
Miután az 1992-es Eb-re nem sikerült a kijutás, az 1994-es labdarúgó-világbajnokságra ismét sikerrel vették a selejtezőbeli akadályokat. A világbajnoki szereplésüket Olaszország 1–0-s legyőzésével kezdték, revánsot véve a négy évvel korábbi fiaskóért. Mexikótól 2–1-re kikaptak, Norvégiával pedig egy 0–0-s döntetlent játszottak. A nyolcaddöntőben Hollandiától szenvedtek 2–0-s vereséget.
Az 1996-os angliai Európa-bajnokság selejtezőiben a portugálok mögött második helyen végeztek. Hollandiával egyetemben az írek rendelkeztek a legrosszabb mutatókkal. Semleges helyszínen, a liverpooli Anfield Roadon megmérkőztek egymással. A találkozót a hollandok nyerték 2–0-ra és ők jutottak ki az Eb-re.

### 1996–2002
Charltont Mick McCarthy váltotta a szövetségi kapitányi poszton. Az 1998-as vb selejtezőiben vezette először a válogatottat. Tony Cascarino góljának köszönhetően – amit Litvánia ellen szerzett az utolsó selejtezőn– Románia mögött a második helyen végeztek a csoportjukban. A világbajnoki részvételért Belgiummal játszottak pótselejtezőt. Hazai pályán 1–1-s döntetlen lett a vége, míg idegenben a belgák győztek 2–1-re, aminek következtében Írország ismét lemaradt egy rangos tornáról.
A 2000-es labdarúgó-Európa-bajnokság volt a következő komoly feladat a válogatott számára. A selejtezőkben Jugoszlávia, Horvátország, Macedónia és Málta ellen léptek pályára az írek. Jó sorozatot produkálva –az utolsó Macedónia elleni idegenbeli mérkőzésen– a saját kezükben volt a sorsuk. Niall Quinn révén megszerezték a vezetést és amikor már úgy tűnt megnyerik a mérkőzést, a macedónok a 90. percben egyenlítettek. E miatt Írország a csoport második helyén végzett és ismét pótselejtezőre kényszerült. Törökország ellen Dublinban 1–1-es döntetlent értek el a csapatok. A visszavágót Bursaban rendezték, ahol 0–0-val ért véget a találkozó. Mindez azt jelentette, hogy a törökök jutottak tovább idegenben lőtt góllal. Írország immáron harmadjára bukott el pótselejtezőben.
A 2002-es vb selejtezőiben Portugália és Hollandia társaságában kellett kivívniuk a továbbjutást. A sorozat végén 24 pontot szereztek (7 győzelem, 3 döntetlen), aminek köszönhetően a második helyen végeztek. Sorozatban negyedjére is pótselejtezőn voltak kénytelenek kiharcolni egy nemzetközi tornára a részvételi jogot. Ezúttal interkontinentális selejtezőt játszottak Iránnal. Dublinban 2–0-s előnyt szereztek a visszavágóra Ian Harte büntetőből szerzett és Robbie Keane góljaival. A teheráni visszavágón 100 000 néző előtt 1–0-ra győztek az irániak, de ez nem volt elegendő.
McCarthy tehát kivezette Írországot a 2002-es labdarúgó-világbajnokságra, amit Dél-Koreában és Japánban rendeztek. A világbajnokság előkészületei azonban nem kezdődtek túl jól az írek számára. A válogatott csapatkapitányát Roy Keanet hazaküldte McCarthy, amiért fegyelmezetlenül viselkedett vele és több társával szemben. A kellemetlen incidens ellenére Kamerun és Németország ellen 1–1-es döntetlent értek el. Szaúd-Arábiát pedig 3–0-ra legyőzték. A németek mögött továbbjutva Spanyolországgal mérkőztek meg a nyolcaddöntőben. Robbie Keane utolsó percben mentette hosszabbításra a mérkőzést, amikor büntetőből egalizált. Végül a spanyolok büntetőpárbajban 3–2 arányban jobbnak bizonyultak.

### 2003–2007
Miután rosszul kezdték a 2004-es Európa-bajnokság selejtezőit, McCarthyt leváltották és helyette Brian Kerr lett a kapitány, de ő se járt sok sikerrel, mivel nem tudta kijuttatni a válogatottat a 2006-os labdarúgó-világbajnokságra. 2005 októberében elküldték és Steve Stauntont nevezték ki a válogatott élére 2006 januárjában. Staunton kapitánysága alatt már érezhető volt némi formajavulás, de a 2008-as labdarúgó-Európa-bajnokságra se sikerült kijutniuk és 2007 októberében leváltották. Staunton időszakához fűződik még, hogy Ciprus ellen 5–2-es történelmi vereséget szenvedtek a selejtezőkben, ami a válogatott történetének egyik legrosszabb eredménye.

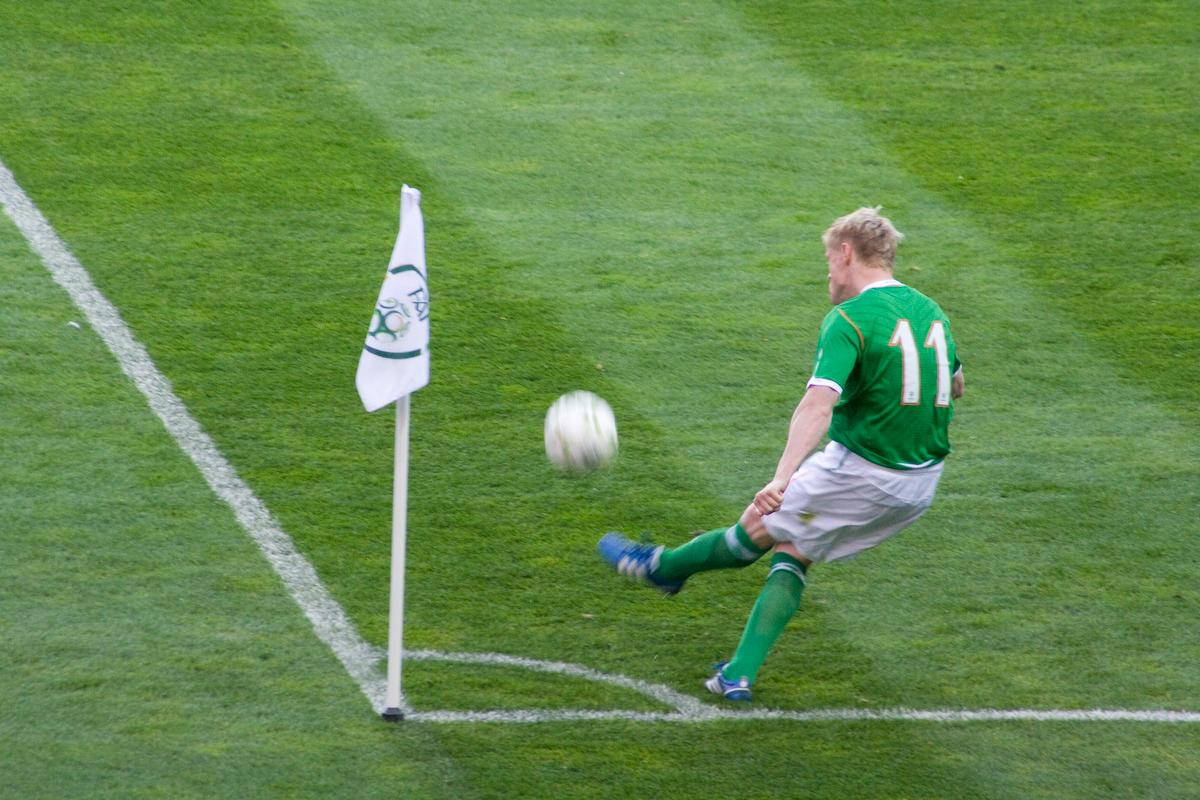
Damien Duff zöldben egy szögletet ad be. (2008)

### 2008–

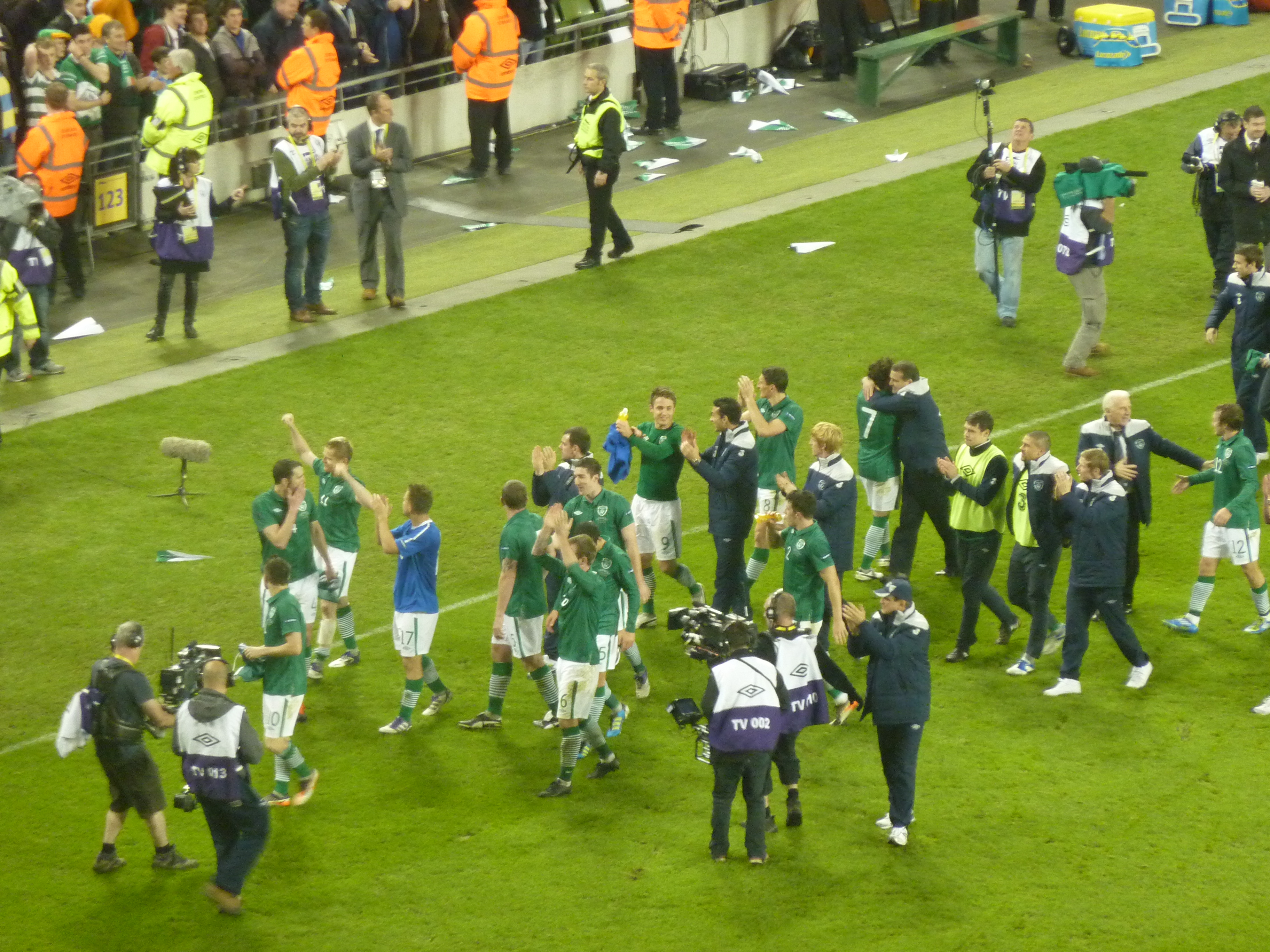
Az ír játékosok ünneplik, hogy kijutottak a 2012-es Európa-bajnokságra.

2008. februárjában az olasz Giovanni Trapattonit nevezték ki szövetségi kapitánynak. A 2010-es labdarúgó-világbajnokság selejtezőiben irányította először a válogatottat. A sorozat végén veretlenül zártak az olaszok mögött, ami pótselejtezős helyet jelentett számukra. Franciaország ellen kellett játszaniuk a világbajnoki helyért. Az első mérkőzést Írországban rendezték, ahol 1–0-ra a franciák győztek. A visszavágó rendes játékideje 1–0-s ír vezetéssel ért véget, ezért következhetett a hosszabbítás, melyben William Gallas fejelt gólt. Azonban mielőtt a labda Gallashoz került, a gól előtt Thierry Henry kézzel ért hozzá a játékszerhez. Természetesen az ügy nem maradt következmények nélkül és hatalmas botrány tört ki. Henry elismerte a kezezést, ezért az írek újrajátszást követeltek. A közvélemény és a futballtársadalom is az oldalukra állt, azonban a FIFA visszautasította az újrajátszás lehetőségét, mondván a játékvezető ítélete végleges. Mindez azt jelentette, hogy Franciaország lesz ott a világbajnokságon. Később a franciák ugyan csúfosan leszerepeltek a tornán, de ez aligha vigasztalta az íreket.
A csalódottságból felocsúdva vágtak neki a 2012-es Európa-bajnokság selejtezőinek. A selejtezők végén a második helyen végeztek Oroszország mögött. Pótselejtezőt játszottak Észtország ellen és 5–1-es összesítéssel harcolták ki az Európa-bajnoki helyet.

## Nemzetközi eredmények

### Világbajnokság
| Világbajnokság | Világbajnokság | Világbajnokság | Világbajnokság | Világbajnokság | Világbajnokság | Világbajnokság | Világbajnokság | Világbajnokság | Világbajnokság | Selejtezők | Selejtezők | Selejtezők | Selejtezők | Selejtezők | Selejtezők | Selejtezők |
| Év             | Eredmény       | H.             | M              | Gy             | D              | V              | G+             | G–             | Keret          | H.         | M          | Gy         | D          | V          | G+         | G–         |
| -------------- | -------------- | -------------- | -------------- | -------------- | -------------- | -------------- | -------------- | -------------- | -------------- | ---------- | ---------- | ---------- | ---------- | ---------- | ---------- | ---------- |
| 1930           | nem indult     | nem indult     | nem indult     | nem indult     | nem indult     | nem indult     | nem indult     | nem indult     | nem indult     | nem indult | nem indult | nem indult | nem indult | nem indult | nem indult | nem indult |
| 1934           | nem jutott ki  | nem jutott ki  | nem jutott ki  | nem jutott ki  | nem jutott ki  | nem jutott ki  | nem jutott ki  | nem jutott ki  | nem jutott ki  | 3.         | 2          | 0          | 1          | 1          | 6          | 9          |
| 1938           | nem jutott ki  | nem jutott ki  | nem jutott ki  | nem jutott ki  | nem jutott ki  | nem jutott ki  | nem jutott ki  | nem jutott ki  | nem jutott ki  | 2.         | 2          | 0          | 1          | 1          | 5          | 6          |
| 1950           | nem jutott ki  | nem jutott ki  | nem jutott ki  | nem jutott ki  | nem jutott ki  | nem jutott ki  | nem jutott ki  | nem jutott ki  | nem jutott ki  | 4.         | 4          | 1          | 1          | 2          | 6          | 7          |
| 1954           | nem jutott ki  | nem jutott ki  | nem jutott ki  | nem jutott ki  | nem jutott ki  | nem jutott ki  | nem jutott ki  | nem jutott ki  | nem jutott ki  | 2.         | 4          | 2          | 0          | 2          | 8          | 6          |
| 1958           | nem jutott ki  | nem jutott ki  | nem jutott ki  | nem jutott ki  | nem jutott ki  | nem jutott ki  | nem jutott ki  | nem jutott ki  | nem jutott ki  | 2.         | 4          | 2          | 1          | 1          | 6          | 7          |
| 1962           | nem jutott ki  | nem jutott ki  | nem jutott ki  | nem jutott ki  | nem jutott ki  | nem jutott ki  | nem jutott ki  | nem jutott ki  | nem jutott ki  | 3.         | 4          | 0          | 0          | 4          | 3          | 17         |
| 1966           | nem jutott ki  | nem jutott ki  | nem jutott ki  | nem jutott ki  | nem jutott ki  | nem jutott ki  | nem jutott ki  | nem jutott ki  | nem jutott ki  | 2.         | 3          | 1          | 0          | 2          | 2          | 5          |
| 1970           | nem jutott ki  | nem jutott ki  | nem jutott ki  | nem jutott ki  | nem jutott ki  | nem jutott ki  | nem jutott ki  | nem jutott ki  | nem jutott ki  | 4.         | 6          | 0          | 1          | 5          | 3          | 14         |
| 1974           | nem jutott ki  | nem jutott ki  | nem jutott ki  | nem jutott ki  | nem jutott ki  | nem jutott ki  | nem jutott ki  | nem jutott ki  | nem jutott ki  | 2.         | 4          | 1          | 1          | 2          | 4          | 5          |
| 1978           | nem jutott ki  | nem jutott ki  | nem jutott ki  | nem jutott ki  | nem jutott ki  | nem jutott ki  | nem jutott ki  | nem jutott ki  | nem jutott ki  | 3.         | 4          | 1          | 1          | 2          | 2          | 4          |
| 1982           | nem jutott ki  | nem jutott ki  | nem jutott ki  | nem jutott ki  | nem jutott ki  | nem jutott ki  | nem jutott ki  | nem jutott ki  | nem jutott ki  | 3.         | 8          | 4          | 2          | 2          | 17         | 11         |
| 1986           | nem jutott ki  | nem jutott ki  | nem jutott ki  | nem jutott ki  | nem jutott ki  | nem jutott ki  | nem jutott ki  | nem jutott ki  | nem jutott ki  | 4.         | 8          | 2          | 2          | 4          | 5          | 10         |
| 1990           | Negyeddöntő    | 8.             | 5              | 0              | 4              | 1              | 2              | 3              | Keret          | 2.         | 8          | 5          | 2          | 1          | 10         | 2          |
| 1994           | Nyolcaddöntő   | 15.            | 4              | 1              | 1              | 2              | 2              | 4              | Keret          | 2.         | 12         | 7          | 4          | 1          | 19         | 6          |
| 1998           | nem jutott ki  | nem jutott ki  | nem jutott ki  | nem jutott ki  | nem jutott ki  | nem jutott ki  | nem jutott ki  | nem jutott ki  | nem jutott ki  | 2.         | 12         | 5          | 4          | 3          | 24         | 11         |
| 2002           | Nyolcaddöntő   | 12.            | 4              | 1              | 3              | 0              | 6              | 3              | Keret          | 2.         | 12         | 8          | 3          | 1          | 25         | 6          |
| 2006           | nem jutott ki  | nem jutott ki  | nem jutott ki  | nem jutott ki  | nem jutott ki  | nem jutott ki  | nem jutott ki  | nem jutott ki  | nem jutott ki  | 4.         | 10         | 4          | 5          | 1          | 12         | 5          |
| 2010           | nem jutott ki  | nem jutott ki  | nem jutott ki  | nem jutott ki  | nem jutott ki  | nem jutott ki  | nem jutott ki  | nem jutott ki  | nem jutott ki  | 2.         | 12         | 4          | 7          | 1          | 13         | 10         |
| 2014           | nem jutott ki  | nem jutott ki  | nem jutott ki  | nem jutott ki  | nem jutott ki  | nem jutott ki  | nem jutott ki  | nem jutott ki  | nem jutott ki  | 4.         | 10         | 4          | 2          | 4          | 16         | 17         |
| 2018           | nem jutott ki  | nem jutott ki  | nem jutott ki  | nem jutott ki  | nem jutott ki  | nem jutott ki  | nem jutott ki  | nem jutott ki  | nem jutott ki  | 2.         | 12         | 5          | 5          | 2          | 13         | 11         |
| 2022           | nem jutott ki  | nem jutott ki  | nem jutott ki  | nem jutott ki  | nem jutott ki  | nem jutott ki  | nem jutott ki  | nem jutott ki  | nem jutott ki  | 3.         | 8          | 2          | 3          | 3          | 11         | 8          |
| 2026           | később         | később         | később         | később         | később         | később         | később         | később         | később         | később     | később     | később     | később     | később     | később     | később     |
| Összesen       |                | 3/23           | 13             | 2              | 8              | 3              | 10             | 10             | –              | Összesen   | 149        | 58         | 46         | 45         | 210        | 177        |

### Európa-bajnokság
| Európa-bajnokság | Európa-bajnokság | Európa-bajnokság | Európa-bajnokság | Európa-bajnokság | Európa-bajnokság | Európa-bajnokság | Európa-bajnokság | Európa-bajnokság | Európa-bajnokság | Selejtezők        | Selejtezők | Selejtezők | Selejtezők | Selejtezők | Selejtezők | Selejtezők |
| Év               | Eredmény         | H.               | M                | Gy               | D                | V                | G+               | G–               | Keret            | H.                | M          | Gy         | D          | V          | G+         | G–         |
| ---------------- | ---------------- | ---------------- | ---------------- | ---------------- | ---------------- | ---------------- | ---------------- | ---------------- | ---------------- | ----------------- | ---------- | ---------- | ---------- | ---------- | ---------- | ---------- |
| 1960             | nem jutott ki    | nem jutott ki    | nem jutott ki    | nem jutott ki    | nem jutott ki    | nem jutott ki    | nem jutott ki    | nem jutott ki    | nem jutott ki    | Előselejtező      | 2          | 1          | 0          | 1          | 2          | 4          |
| 1964             | nem jutott ki    | nem jutott ki    | nem jutott ki    | nem jutott ki    | nem jutott ki    | nem jutott ki    | nem jutott ki    | nem jutott ki    | nem jutott ki    | Negyeddöntő       | 6          | 2          | 2          | 2          | 9          | 12         |
| 1968             | nem jutott ki    | nem jutott ki    | nem jutott ki    | nem jutott ki    | nem jutott ki    | nem jutott ki    | nem jutott ki    | nem jutott ki    | nem jutott ki    | 3.                | 6          | 2          | 1          | 3          | 5          | 8          |
| 1972             | nem jutott ki    | nem jutott ki    | nem jutott ki    | nem jutott ki    | nem jutott ki    | nem jutott ki    | nem jutott ki    | nem jutott ki    | nem jutott ki    | 4.                | 6          | 0          | 1          | 5          | 3          | 17         |
| 1976             | nem jutott ki    | nem jutott ki    | nem jutott ki    | nem jutott ki    | nem jutott ki    | nem jutott ki    | nem jutott ki    | nem jutott ki    | nem jutott ki    | 2.                | 6          | 3          | 1          | 2          | 11         | 5          |
| 1980             | nem jutott ki    | nem jutott ki    | nem jutott ki    | nem jutott ki    | nem jutott ki    | nem jutott ki    | nem jutott ki    | nem jutott ki    | nem jutott ki    | 3.                | 8          | 2          | 3          | 3          | 9          | 8          |
| 1984             | nem jutott ki    | nem jutott ki    | nem jutott ki    | nem jutott ki    | nem jutott ki    | nem jutott ki    | nem jutott ki    | nem jutott ki    | nem jutott ki    | 3.                | 8          | 4          | 1          | 3          | 20         | 10         |
| 1988             | Csoportkör       | 5.               | 3                | 1                | 1                | 1                | 2                | 2                | Keret            | 1.                | 8          | 4          | 3          | 1          | 10         | 5          |
| 1992             | nem jutott ki    | nem jutott ki    | nem jutott ki    | nem jutott ki    | nem jutott ki    | nem jutott ki    | nem jutott ki    | nem jutott ki    | nem jutott ki    | 2.                | 6          | 2          | 4          | 0          | 13         | 6          |
| 1996             | nem jutott ki    | nem jutott ki    | nem jutott ki    | nem jutott ki    | nem jutott ki    | nem jutott ki    | nem jutott ki    | nem jutott ki    | nem jutott ki    | 2. (pótselejtező) | 11         | 5          | 2          | 4          | 17         | 13         |
| 2000             | nem jutott ki    | nem jutott ki    | nem jutott ki    | nem jutott ki    | nem jutott ki    | nem jutott ki    | nem jutott ki    | nem jutott ki    | nem jutott ki    | 2. (pótselejtező) | 10         | 5          | 3          | 2          | 15         | 7          |
| 2004             | nem jutott ki    | nem jutott ki    | nem jutott ki    | nem jutott ki    | nem jutott ki    | nem jutott ki    | nem jutott ki    | nem jutott ki    | nem jutott ki    | 3.                | 8          | 3          | 2          | 3          | 10         | 11         |
| 2008             | nem jutott ki    | nem jutott ki    | nem jutott ki    | nem jutott ki    | nem jutott ki    | nem jutott ki    | nem jutott ki    | nem jutott ki    | nem jutott ki    | 3.                | 12         | 4          | 5          | 3          | 17         | 14         |
| 2012             | Csoportkör       | 16.              | 3                | 0                | 0                | 3                | 1                | 9                | Keret            | 2. (pótselejtező) | 12         | 7          | 4          | 1          | 20         | 8          |
| 2016             | Nyolcaddöntő     | 15.              | 4                | 1                | 1                | 2                | 3                | 6                | Keret            | 3. (pótselejtező) | 12         | 6          | 4          | 2          | 22         | 8          |
| 2020             | nem jutott ki    | nem jutott ki    | nem jutott ki    | nem jutott ki    | nem jutott ki    | nem jutott ki    | nem jutott ki    | nem jutott ki    | nem jutott ki    | 3. (pótselejtező) | 9          | 3          | 5          | 1          | 7          | 5          |
| 2024             | nem jutott ki    | nem jutott ki    | nem jutott ki    | nem jutott ki    | nem jutott ki    | nem jutott ki    | nem jutott ki    | nem jutott ki    | nem jutott ki    | 4.                | 8          | 2          | 0          | 6          | 9          | 10         |
| Összesen         |                  | 3/18             | 10               | 2                | 2                | 6                | 6                | 17               | –                | Összesen          | 138        | 55         | 41         | 42         | 199        | 151        |

### UEFA Nemzetek Ligája
| Csoportkör / Negyeddöntő / Osztályozó | Csoportkör / Negyeddöntő / Osztályozó | Csoportkör / Negyeddöntő / Osztályozó | Csoportkör / Negyeddöntő / Osztályozó | Csoportkör / Negyeddöntő / Osztályozó | Csoportkör / Negyeddöntő / Osztályozó | Csoportkör / Negyeddöntő / Osztályozó | Csoportkör / Negyeddöntő / Osztályozó | Csoportkör / Negyeddöntő / Osztályozó | Csoportkör / Negyeddöntő / Osztályozó | Csoportkör / Negyeddöntő / Osztályozó | Csoportkör / Negyeddöntő / Osztályozó | Egyenes kieséses szakasz | Egyenes kieséses szakasz | Egyenes kieséses szakasz | Egyenes kieséses szakasz | Egyenes kieséses szakasz | Egyenes kieséses szakasz | Egyenes kieséses szakasz | Egyenes kieséses szakasz | Egyenes kieséses szakasz |
| Szezon                                | Liga                                  | Csoport                               | H                                     | M                                     | Gy                                    | D                                     | V                                     | G+                                    | G–                                    | Feljutás/kiesés                       | Helyezés                              | Év                       | Eredmény                 | M                        | Gy                       | D                        | V                        | G+                       | G–                       | Keret                    |
| ------------------------------------- | ------------------------------------- | ------------------------------------- | ------------------------------------- | ------------------------------------- | ------------------------------------- | ------------------------------------- | ------------------------------------- | ------------------------------------- | ------------------------------------- | ------------------------------------- | ------------------------------------- | ------------------------ | ------------------------ | ------------------------ | ------------------------ | ------------------------ | ------------------------ | ------------------------ | ------------------------ | ------------------------ |
| 2018–19                               | B                                     | 4.                                    | 3.                                    | 4                                     | 0                                     | 2                                     | 2                                     | 1                                     | 5                                     | (formátumváltozás)                    | 23.                                   | 2019                     | nem jutott be            | nem jutott be            | nem jutott be            | nem jutott be            | nem jutott be            | nem jutott be            | nem jutott be            | nem jutott be            |
| 2020–21                               | B                                     | 4.                                    | 3.                                    | 6                                     | 0                                     | 3                                     | 3                                     | 1                                     | 4                                     | Állandó                               | 28.                                   | 2021                     | nem jutott be            | nem jutott be            | nem jutott be            | nem jutott be            | nem jutott be            | nem jutott be            | nem jutott be            | nem jutott be            |
| 2022–23                               | B                                     | 1.                                    | 3.                                    | 6                                     | 2                                     | 1                                     | 3                                     | 8                                     | 7                                     | Állandó                               | 26.                                   | 2023                     | nem jutott be            | nem jutott be            | nem jutott be            | nem jutott be            | nem jutott be            | nem jutott be            | nem jutott be            | nem jutott be            |
| 2024–25                               | B                                     | 2.                                    | 3.                                    | 8                                     | 4                                     | 0                                     | 4                                     | 7                                     | 14                                    | Állandó                               | 27.                                   | 2025                     | nem jutott be            | nem jutott be            | nem jutott be            | nem jutott be            | nem jutott be            | nem jutott be            | nem jutott be            | nem jutott be            |
| 2026–27                               | B                                     |                                       |                                       |                                       |                                       |                                       |                                       |                                       |                                       |                                       |                                       | 2027                     | nem jutott be            | nem jutott be            | nem jutott be            | nem jutott be            | nem jutott be            | nem jutott be            | nem jutott be            | nem jutott be            |
| Összesen                              | Összesen                              | Összesen                              | Összesen                              | 24                                    | 6                                     | 6                                     | 12                                    | 17                                    | 30                                    |                                       |                                       |                          | 0/5                      | –                        | –                        | –                        | –                        | –                        | –                        |                          |

## Nemzetek elleni mérleg
A következő tábla az ír labdarúgó-válogatott, különböző nemzetek elleni mérlegét mutatja.

| Nemzet                  | Mérkőzés | Győzelem | Döntetlen | Vereség | Rúgott gólok | Kapott gólok |
| ----------------------- | -------- | -------- | --------- | ------- | ------------ | ------------ |
| Albánia                 | 4        | 3        | 1         | 0       | 6            | 2            |
| Algéria                 | 2        | 1        | 0         | 1       | 3            | 2            |
| Andorra                 | 4        | 4        | 0         | 0       | 11           | 2            |
| Argentína               | 5        | 0        | 1         | 4       | 0            | 5            |
| Örményország            | 2        | 2        | 0         | 0       | 3            | 1            |
| Ausztrália              | 2        | 1        | 0         | 1       | 2            | 4            |
| Ausztria                | 12       | 2        | 2         | 8       | 15           | 33           |
| Belgium                 | 14       | 4        | 5         | 5       | 24           | 25           |
| Bolívia                 | 3        | 2        | 1         | 0       | 5            | 1            |
| Brazília                | 6        | 1        | 1         | 4       | 2            | 12           |
| Bulgária                | 10       | 3        | 4         | 3       | 11           | 8            |
| Kamerun                 | 1        | 0        | 1         | 0       | 1            | 1            |
| Kanada                  | 1        | 1        | 0         | 0       | 3            | 0            |
| Chile                   | 6        | 2        | 1         | 3       | 6            | 6            |
| Kína                    | 2        | 2        | 0         | 0       | 2            | 0            |
| Kolumbia                | 1        | 1        | 0         | 0       | 1            | 0            |
| Horvátország            | 6        | 2        | 3         | 1       | 7            | 7            |
| Ciprus                  | 10       | 8        | 1         | 1       | 27           | 9            |
| Csehszlovákia           | 12       | 4        | 1         | 7       | 14           | 29           |
| Csehország              | 8        | 2        | 2         | 4       | 9            | 13           |
| Dánia                   | 12       | 5        | 4         | 3       | 19           | 15           |
| Ecuador                 | 2        | 1        | 1         | 0       | 4            | 3            |
| Egyiptom                | 1        | 0        | 1         | 0       | 0            | 0            |
| Anglia                  | 13       | 2        | 6         | 5       | 12           | 19           |
| Észtország              | 5        | 4        | 1         | 0       | 12           | 2            |
| Feröer                  | 2        | 2        | 0         | 0       | 4            | 0            |
| Finnország              | 5        | 3        | 2         | 0       | 11           | 2            |
| Franciaország           | 15       | 4        | 5         | 6       | 14           | 18           |
| Grúzia                  | 4        | 4        | 0         | 0       | 8            | 3            |
| Németország             | 16       | 5        | 4         | 7       | 21           | 25           |
| Görögország             | 2        | 0        | 1         | 1       | 0            | 1            |
| Magyarország            | 10       | 2        | 4         | 4       | 16           | 21           |
| Izland                  | 7        | 5        | 2         | 0       | 16           | 6            |
| Irán                    | 3        | 2        | 0         | 1       | 4            | 2            |
| Izrael                  | 5        | 1        | 3         | 1       | 8            | 6            |
| Olaszország             | 11       | 2        | 2         | 7       | 9            | 18           |
| Jamaica                 | 1        | 1        | 0         | 0       | 1            | 0            |
| Lettország              | 4        | 4        | 0         | 0       | 11           | 1            |
| Liechtenstein           | 4        | 3        | 1         | 0       | 14           | 0            |
| Litvánia                | 4        | 3        | 1         | 0       | 5            | 1            |
| Luxemburg               | 5        | 5        | 0         | 0       | 14           | 2            |
| Észak-Macedónia         | 6        | 4        | 1         | 1       | 11           | 5            |
| Málta                   | 7        | 7        | 0         | 0       | 24           | 2            |
| Mexikó                  | 5        | 0        | 4         | 1       | 5            | 6            |
| Montenegró              | 2        | 0        | 2         | 0       | 0            | 0            |
| Marokkó                 | 1        | 1        | 0         | 0       | 1            | 0            |
| Hollandia               | 21       | 7        | 3         | 11      | 28           | 39           |
| Nigéria                 | 3        | 0        | 1         | 2       | 2            | 6            |
| Észak-Írország          | 10       | 4        | 4         | 2       | 17           | 4            |
| Norvégia                | 18       | 7        | 8         | 3       | 29           | 19           |
| Paraguay                | 2        | 2        | 0         | 0       | 4            | 1            |
| Lengyelország           | 23       | 5        | 8         | 10      | 25           | 40           |
| Portugália              | 12       | 4        | 2         | 6       | 9            | 15           |
| Románia                 | 5        | 2        | 2         | 1       | 4            | 2            |
| Oroszország             | 7        | 1        | 3         | 3       | 7            | 10           |
| San Marino              | 2        | 2        | 0         | 0       | 7            | 1            |
| Szaúd-Arábia            | 1        | 1        | 0         | 0       | 3            | 0            |
| Skócia                  | 9        | 4        | 2         | 3       | 8            | 10           |
| Szerbia                 | 3        | 1        | 1         | 1       | 3            | 3            |
| Szlovákia               | 4        | 1        | 3         | 0       | 4            | 3            |
| Dél-afrikai Köztársaság | 2        | 2        | 0         | 0       | 3            | 1            |
| Szovjetunió             | 8        | 3        | 1         | 4       | 8            | 8            |
| Spanyolország           | 24       | 4        | 7         | 13      | 18           | 48           |
| Svédország              | 8        | 3        | 1         | 4       | 12           | 14           |
| Svájc                   | 15       | 7        | 3         | 5       | 17           | 10           |
| Trinidad és Tobago      | 1        | 0        | 0         | 1       | 1            | 2            |
| Tunézia                 | 1        | 1        | 0         | 0       | 4            | 0            |
| Törökország             | 12       | 5        | 6         | 1       | 26           | 13           |
| Egyesült Államok        | 8        | 4        | 2         | 2       | 16           | 12           |
| Uruguay                 | 3        | 0        | 1         | 2       | 3            | 6            |
| Wales                   | 12       | 5        | 2         | 5       | 15           | 12           |
| Jugoszlávia             | 2        | 1        | 0         | 1       | 3            | 4            |
| Összesen                | 478      | 191      | 128       | 159     | 671          | 600          |

Emlékezetes mérkőzések
Anglia  0–2  Írország

1949. szeptember 21., Goodison Park; Barátságos mérkőzés; 

Anglia első hazai veresége külföldi csapattól
Írország  1 - 2  Olaszország
 1971. május 11., Lansdowne Road; Európa-bajnoki selejtező; 
Írország első mérkőzése a Lansdowne Road-on
Írország  2 - 0  Bulgária
1987. október 14., Lansdowne Road; Európa-bajnoki selejtező; 
A mérkőzés lehetővé tette a válogatott számára az első Európa-bajnoki szereplést, mikor Bulgária 1987. november 11-én az utolsó mérkőzését is elvesztette.
Írország  1 - 0  Anglia 
1988. június 12., Neckarstadion, Stuttgart; Európa-bajnokság 1. kör

A válogatott első győzelme nagyobb labdarúgótornán.

Írország  1 - 1  Anglia 
1990. június 11., Stadio Sant'Elia, Cagliari; Világbajnokság 1. kör

A válogatott első mérkőzése világbajnokságon.

 Írország  0 - 0  Románia; 5 - 4 büntetőkkel
 1990. június 25., Luigi Ferraris StadionGenova; Világbajnokság 2. kör
David O'Leary büntetője a legjobb 8 közé segítette a válogatottat.

Írország  1 - 0  Olaszország
1994. június 18., Giants Stadium, East Rutherford; Világbajnokság 1. kör
A válogatott első győzelme világbajnokságon.

Írország  1 - 0  Anglia
1995. február 15., Lansdowne Road; Barátságos mérkőzés; 
Az angol futballhuligánok miatt a mérkőzés 1–0-s állásnál félbeszakadt.
Írország  5 - 0  San Marino

2006. november 15.: Lansdowne Road; Európa-bajnoki selejtező; 
A válogatott utolsó mérkőzése a Lansdowne Road-on.

Írország  1 - 0  Wales

2007. március 24., Croke Park; Európa-bajnoki selejtező; 
A válogatott első tétmérkőzése a Croke Park-ban.

## Stadion
Az 1980-as évektől kezdődően a legtöbb hazai mérkőzésüket a Lansdowne Roadon rendezték. Ez a stadion az ír rögbi-válogatott saját stadionja volt. 2007-ben felújítás miatt bezárták és 2010. május 14-én nyitották meg ismét. Az első labdarúgó mérkőzést 1971-ben játszották itt és 2006. november 15-én az utolsót.
Az új stadion az Aviva nevet kapta. A 36000 befogadóképességű (mind ülőhely) Lansdowne Road helyett egy 51700 férőhelyes modern aréna épült. A stadion nyitómérkőzésén Argentína ellen 1–0-s vereséget szenvedtek az írek.
A Lansdowne Road átépítése idején a Croke Park lett a válogatott hazai stadionja. 2007-ben a 2008-as Eb selejtezőmérkőzései közül négyet rendeztek itt (2 győzelem, 2 döntetlen). A stadion 82500 fő befogadására alkalmas.

## Mezek a válogatott története során
Az ír válogatott tradicionális szerelése a zöld mez, fehér nadrág és zöld sportszár. A váltómez általában eme színek ellentéte, de az 1990-es évek végén narancssárga színeket is viseltek.
A zöld mezen fehérrel, a fehéren pedig zölddel vannak feltüntetve a játékosok mezszámai.
A mezszponzor 1994 óta az Umbro. 2009 márciusában az Umbro és a FAI meghosszabbították a szerződésüket és 2020-ig látják el a nemzeti csapatot sportszerekkel.
Korábban az O'Neill és Adidas öltöztette a válogatottat.
Hazai
| Classic | 1978–83 | 1983–84 | 1984–85 | 1985 | 1988 | 1990 |      |
| 1994    | 1998    | 2002    | 2004    | 2006 | 2012 | 2014 | 2016 |

Idegenbeli
| 1990 | 1994 |  | 2010 |  | 2012 | 2013 | 2014 | 2016 |

## Játékosok

### Játékoskeret
A 2016-os labdarúgó-Európa-bajnokságra nevezett 23 fős keret.
| Szám | Poszt | Név              | Születési dátum / Kor          | Válogatottság | Gólok | Klub                 |
| ---- | ----- | ---------------- | ------------------------------ | ------------- | ----- | -------------------- |
| 1    | K     | Keiren Westwood  | 1984. október 23. (40 éves)    | 18            | 0     | Sheffield Wednesday  |
| 2    | V     | Séamus Coleman   | 1988. október 11. (36 éves)    | 34            | 0     | Everton              |
| 3    | V     | Ciaran Clark     | 1989. szeptember 26. (35 éves) | 17            | 2     | Aston Villa          |
| 4    | V     | John O'Shea      | 1981. április 30. (44 éves)    | 111           | 3     | Sunderland           |
| 5    | V     | Richard Keogh    | 1986. augusztus 11. (38 éves)  | 12            | 1     | Derby County         |
| 6    | KP    | Glenn Whelan     | 1984. január 13. (41 éves)     | 71            | 2     | Stoke City           |
| 7    | KP    | Aiden McGeady    | 1986. április 4. (39 éves)     | 82            | 5     | Everton              |
| 8    | KP    | James McCarthy   | 1990. november 12. (34 éves)   | 35            | 0     | Everton              |
| 9    | CS    | Shane Long       | 1987. január 22. (38 éves)     | 63            | 16    | Southampton          |
| 10   | CS    | Robbie Keane     | 1980. július 8. (45 éves)      | 143           | 67    | LA Galaxy            |
| 11   | KP    | James McClean    | 1989. április 22. (36 éves)    | 38            | 5     | West Bromwich Albion |
| 12   | V     | Shane Duffy      | 1992. január 1. (33 éves)      | 3             | 0     | Blackburn Rovers     |
| 13   | KP    | Jeff Hendrick    | 1992. január 31. (33 éves)     | 21            | 0     | Derby County         |
| 14   | CS    | Jonathan Walters | 1983. szeptember 20. (41 éves) | 39            | 10    | Stoke City           |
| 15   | V     | Cyrus Christie   | 1992. szeptember 30. (32 éves) | 5             | 1     | Derby County         |
| 16   | K     | Shay Given       | 1976. április 20. (49 éves)    | 134           | 0     | Stoke City           |
| 17   | V     | Stephen Ward     | 1985. augusztus 20. (39 éves)  | 33            | 3     | Burnley              |
| 18   | KP    | David Meyler     | 1989. május 29. (36 éves)      | 16            | 0     | Hull City            |
| 19   | KP    | Robbie Brady     | 1992. január 4. (33 éves)      | 23            | 4     | Norwich City         |
| 20   | KP    | Wes Hoolahan     | 1982. május 20. (43 éves)      | 32            | 2     | Norwich City         |
| 21   | CS    | Daryl Murphy     | 1983. március 15. (42 éves)    | 21            | 0     | Ipswitch Town        |
| 22   | KP    | Stephen Quinn    | 1986. április 4. (39 éves)     | 15            | 0     | Reading              |
| 23   | K     | Darren Randolph  | 1987. május 12. (38 éves)      | 9             | 0     | West Ham United      |

## Válogatottsági rekordok
Az adatok 2016. november 12. állapotoknak felelnek meg.
- A még aktív játékosok (félkövérrel) vannak megjelölve.

### Legtöbbször pályára lépett játékosok

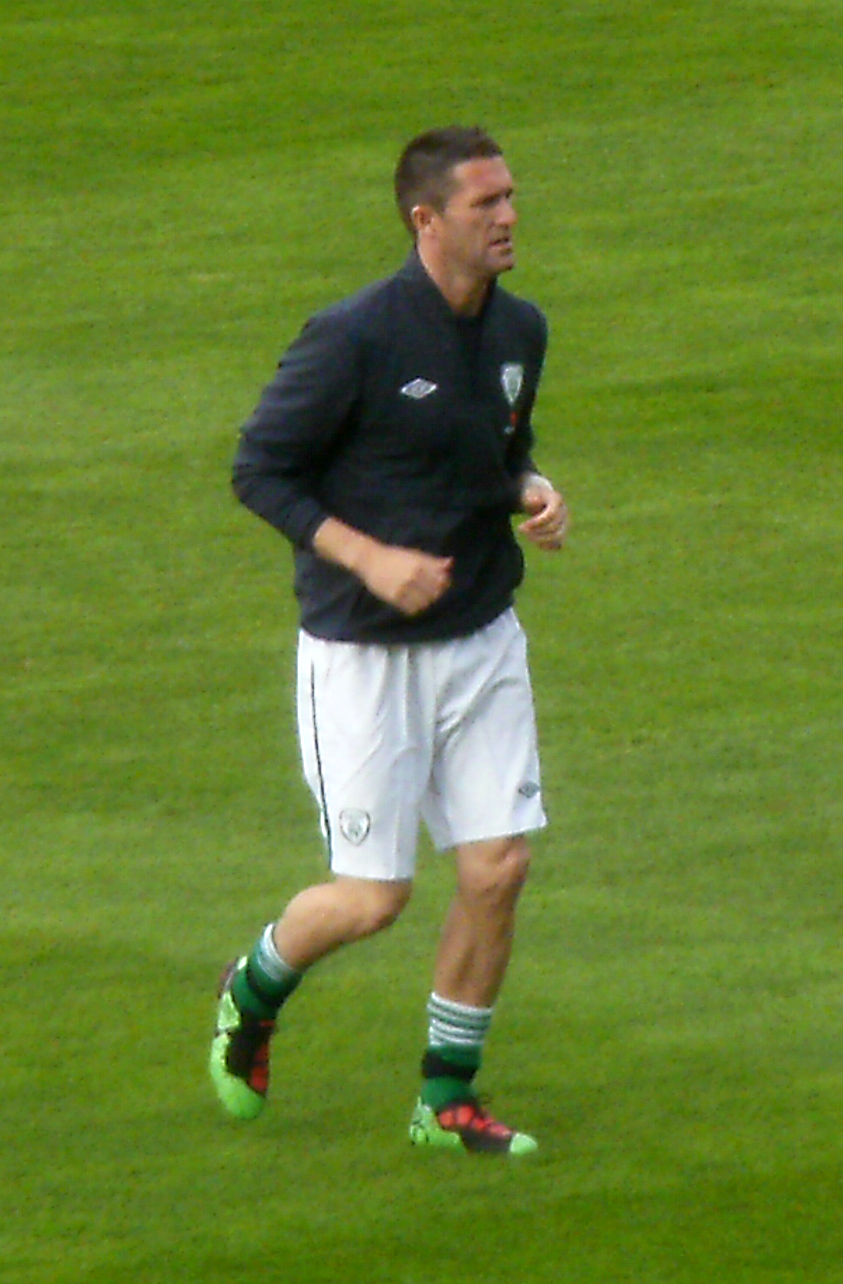
Robbie Keane a válogatottsági rekorder 146 mérkőzéssel és a legeredményesebb játékos is egyben 68 góllal.

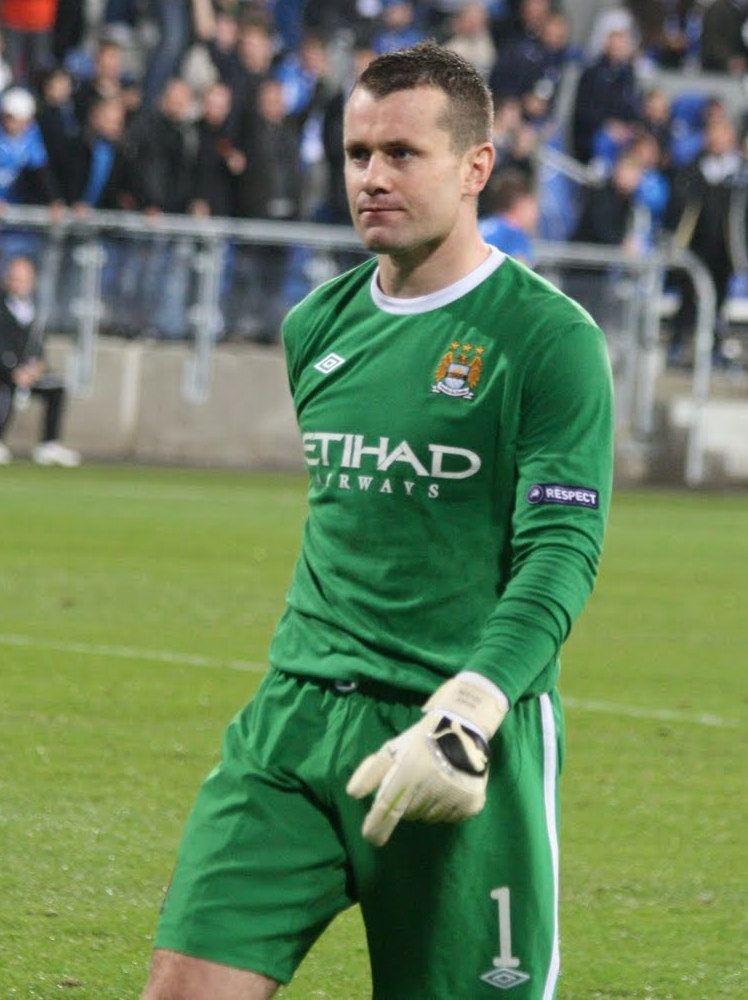
Shay Given a második legtöbbször pályára lépő játékos 134 mérkőzéssel.

| #   | Név            | Válogatottság | Mérkőzések | Gólok |
| --- | -------------- | ------------- | ---------- | ----- |
| 1.  | Robbie Keane   | 1998–2016     | 146        | 68    |
| 2.  | Shay Given     | 1996–2016     | 134        | 0     |
| 3.  | John O'Shea    | 2001–         | 116        | 3     |
| 4.  | Kevin Kilbane  | 1997–2011     | 110        | 8     |
| 5.  | Steve Staunton | 1988–2002     | 102        | 7     |
| 6.  | Damien Duff    | 1998–2012     | 100        | 8     |
| 7.  | Niall Quinn    | 1986–2002     | 91         | 21    |
| 8.  | Tony Cascarino | 1985–2000     | 88         | 19    |
| 9.  | Aiden McGeady  | 2004–         | 86         | 5     |
| 10. | Paul McGrath   | 1985–1997     | 83         | 8     |

### Legtöbb gólt szerző játékosok
| #   | Játékos         | Időszak   | Gól | Vál. | Átlag |
| --- | --------------- | --------- | --- | ---- | ----- |
| 1.  | Robbie Keane    | 1998–2016 | 68  | 146  | 0.47  |
| 2.  | Niall Quinn     | 1986–2002 | 21  | 91   | 0.23  |
| 3.  | Frank Stapleton | 1977–1990 | 20  | 71   | 0.28  |
| 4.  | Don Givens      | 1969–1981 | 19  | 56   | 0.34  |
| 4.  | John Aldridge   | 1986–1997 | 19  | 69   | 0.28  |
| 4.  | Tony Cascarino  | 1985–2000 | 19  | 88   | 0.22  |
| 7.  | Shane Long      | 2007–     | 17  | 71   | 0.24  |
| 8.  | Noel Cantwell   | 1953–1967 | 14  | 36   | 0.39  |
| 8.  | Kevin Doyle     | 2006–     | 14  | 62   | 0.23  |
| 10. | Jimmy Dunne     | 1930–1939 | 13  | 15   | 0.87  |
| 10. | Gerry Daly      | 1973–1986 | 13  | 48   | 0.27  |

### Ismert játékosok
| - John Aldridge - Jim Beglin - Packie Bonner - Liam Brady - Shay Brennan - Johnny Carey - Noel Cantwell - Tony Cascarino - Paddy Coad - Kenny Cunningham - Gerry Daly - Damien Duff - Jimmy Dunne - Tony Dunne - Eamon Dunphy - Tommy Eglington | - Peter Farrell - Steve Finnan - Bob Fullam - John Giles - Shay Given - Don Givens - Steve Heighway - Matt Holland - Ray Houghton - Charlie Hurley - Denis Irwin - Robbie Keane - Roy Keane - Gary Kelly - Mark Kinsella - Mark Lawrenson | - Bill Lacey - Mick McCarthy - Paul McGrath - Kevin Moran - Paddy Moore - Kevin O'Flanagan - David O'Leary - Niall Quinn - Michael Robinson - Kevin Sheedy - Frank Stapleton - Steve Staunton - Alex Stevenson - Andy Townsend - Gary Waddock - Ronnie Whelan |

## Szövetségi kapitányok

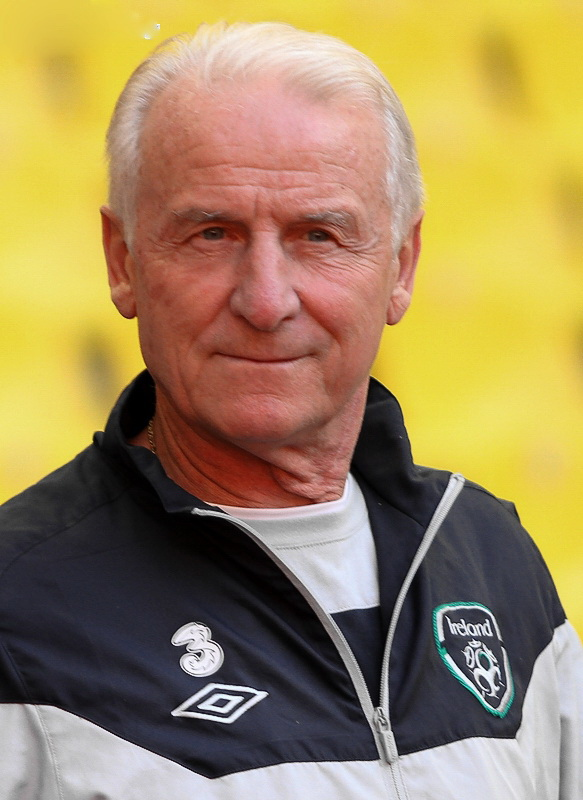
Giovanni Trapattoni 2008 és 2013 között irányította az ír válogatottat.

| Név                         | Időszak   | Mérkőzés | Gy | D  | V  | Gy %   |
| --------------------------- | --------- | -------- | -- | -- | -- | ------ |
| Doug Livingstone            | 1951–1953 |          |    |    |    |        |
| Alex Stevenson              | 1953–1955 |          |    |    |    |        |
| Johnny Carey                | 1955–1967 |          |    |    |    |        |
| Noel Cantwell               | 1967      |          |    |    |    |        |
| Charlie Hurley              | 1967–1969 |          |    |    |    |        |
| Mick Meagan                 | 1969–1971 | 12       | 0  | 3  | 9  | 0,00   |
| Liam Tuohy                  | 1971–1973 | 10       | 3  | 1  | 6  | 30,00  |
| Seán Thomas (ideiglenes)    | 1973      | 1        | 0  | 1  | 0  | 0,00   |
| Johnny Giles                | 1973–1980 | 37       | 14 | 9  | 14 | 37,84  |
| Alan Kelly Sr. (ideiglenes) | 1980      | 1        | 1  | 0  | 0  | 100,00 |
| Eoin Hand                   | 1980–1985 | 40       | 11 | 9  | 20 | 27,50  |
| Jack Charlton               | 1986–1995 | 94       | 47 | 30 | 17 | 50,00  |
| Mick McCarthy               | 1996–2002 | 68       | 29 | 19 | 20 | 42,65  |
| Don Givens (ideiglenes)     | 2002      | 1        | 0  | 1  | 0  | 0      |
| Brian Kerr                  | 2003–2005 | 32       | 17 | 11 | 4  | 53,13  |
| Steve Staunton              | 2006–2007 | 17       | 6  | 5  | 6  | 35,29  |
| Don Givens (ideiglenes)     | 2007–2008 | 2        | 0  | 1  | 1  | 0      |
| Giovanni Trapattoni         | 2008–2013 | 64       | 26 | 22 | 16 | 40,60  |
| Noel King                   | 2013      | 2        | 1  | 0  | 1  | 50,00  |
| Martin O’Neill              | 2013–2018 | 55       | 19 | 20 | 16 | 37,30  |
| Mick McCarthy               | 2018–2020 | 10       | 5  | 4  | 1  | 37,30  |
| Stephen Kenny               | 2020–2023 | 40       | 11 | 12 | 17 | 27,50  |
| John O’Shea (megbízott)     | 2024–     | 0        | 0  | 0  | 0  | –      |

## Lásd még
- Ír U21-es labdarúgó-válogatott
- Ír női labdarúgó-válogatott